# باب وردل
باب وردل (انگلیسی: Bob Wardle؛ زادهٔ ۵ مارس ۱۹۵۵) یک بازیکن فوتبال حرفه‌ای انگلیسی که در پست دروازه‌بان بازی می‌کرد.
از باشگاه‌هایی که در آن بازی کرده‌است می‌توان به باشگاه فوتبال شروزبری تاون و باشگاه فوتبال لیورپول اشاره کرد.